# Berettyóújfalu
Berettyóújfalu là một thành phố thuộc hạt Hajdú-Bihar, Hungary. Thành phố này có diện tích 170,98 km², dân số năm 2010 là 15407 người, mật độ 90 người/km².